# صيد عرضي

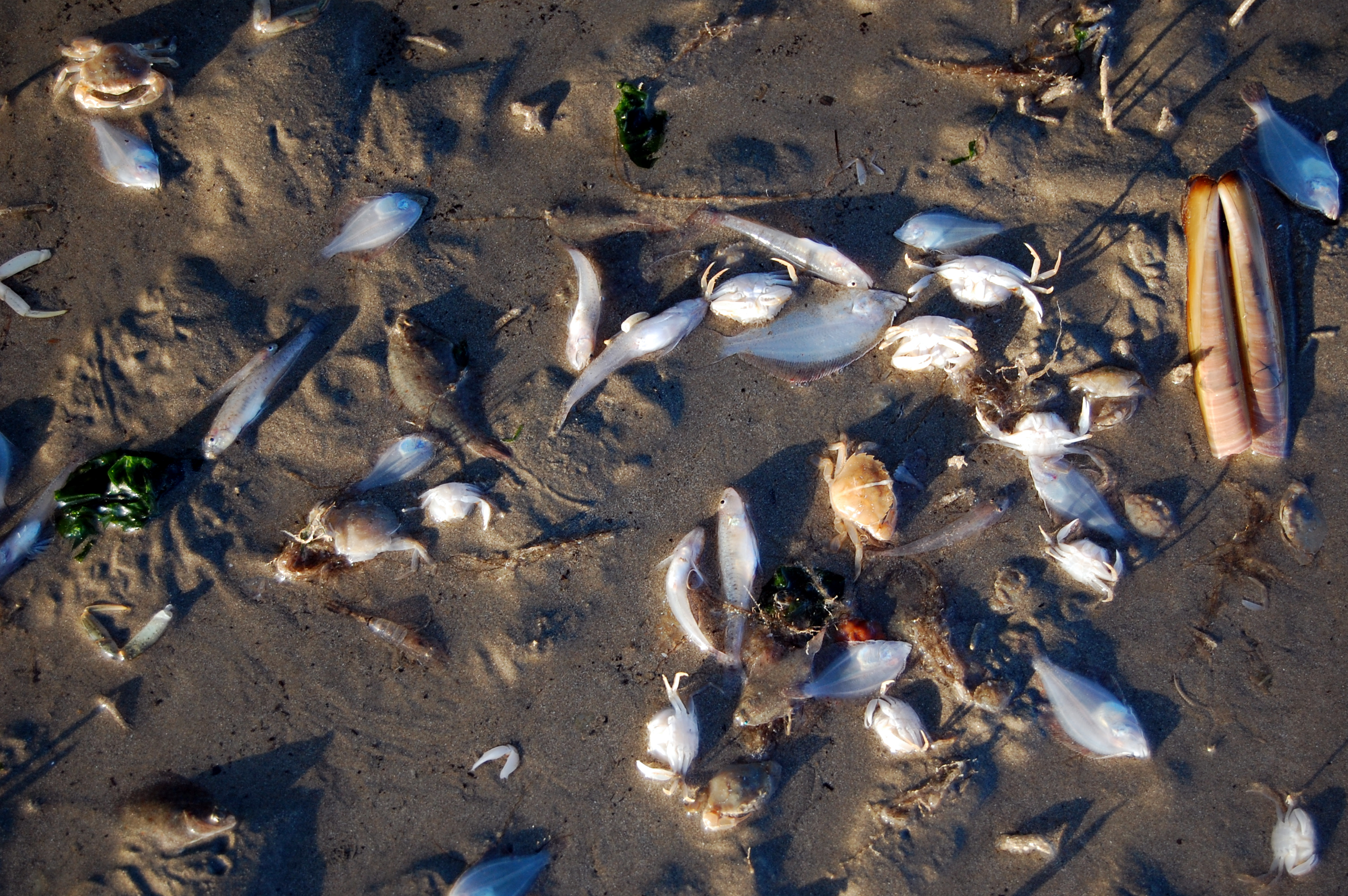
الصيد العرضي للروبيان

يستخدم مصطلح «الصيد العرضي» عادةً مع السمك الذي يتم صيده عن غير قصد في مسمكة أثناء محاولة اصطياد أنواع أخرى من السمك. وقد تشير أيضًا إلى الصيد غير المستهدف في الأشكال الأخرى من اصطياد الحيوانات. يكون الصيد العرضي لفصيلة مختلفة أو صغار الحجم من الفصيلة المستهدفة أو صغار الفصيلة المستهدفة.
في عام 1997، منظمة التعاون الاقتصادي والتنمية (OECD) بتعريف الصيد العرضي على أنه «معدل موت الأسماك الكلي في الصيد، باستثناء الناتج مباشرة عن كمية الأسماك التي تم اصطيادها من الفصيلة المستهدفة». ويساهم الصيد العرضي في تدهور مصايد الأسماك وهو يعد آلية من آليات الصيد الجائر بالنسبة للفصائل التي يتم صيدها عرضيًا.
هناك على الأقل أربعة طرق مختلفة تستخدم بها كلمة «الصيد العرضي» في مصايد الأسماك:
- الأسماك التي تم اصطيادها والاحتفاظ بها وبيعها ولا تكون من ضمن الفصيلة المستهدفة للمصايد
- فصائل / أحجام / جنس الأسماك التي يقوم الصيادين بالتخلص منها[3]
- الأسماك من الفصائل غير المستهدفة، سواء تم الاحتفاظ بها أو بيعها أو التخلص منها[4]
- فصائل اللافقاريات غير المرغوب فيها، مثل شوكيات الجلد والقشريات غير التجارية، ومجموعات مختلفة من الفصائل المهددة بالانقراض، وتتضمن الطيور البحرية والسلاحف البحرية والثدييات البحرية والأشلاق (القروش ومثيلاتها).

## أمثلة

### صيد الروبيان بشباك الجر

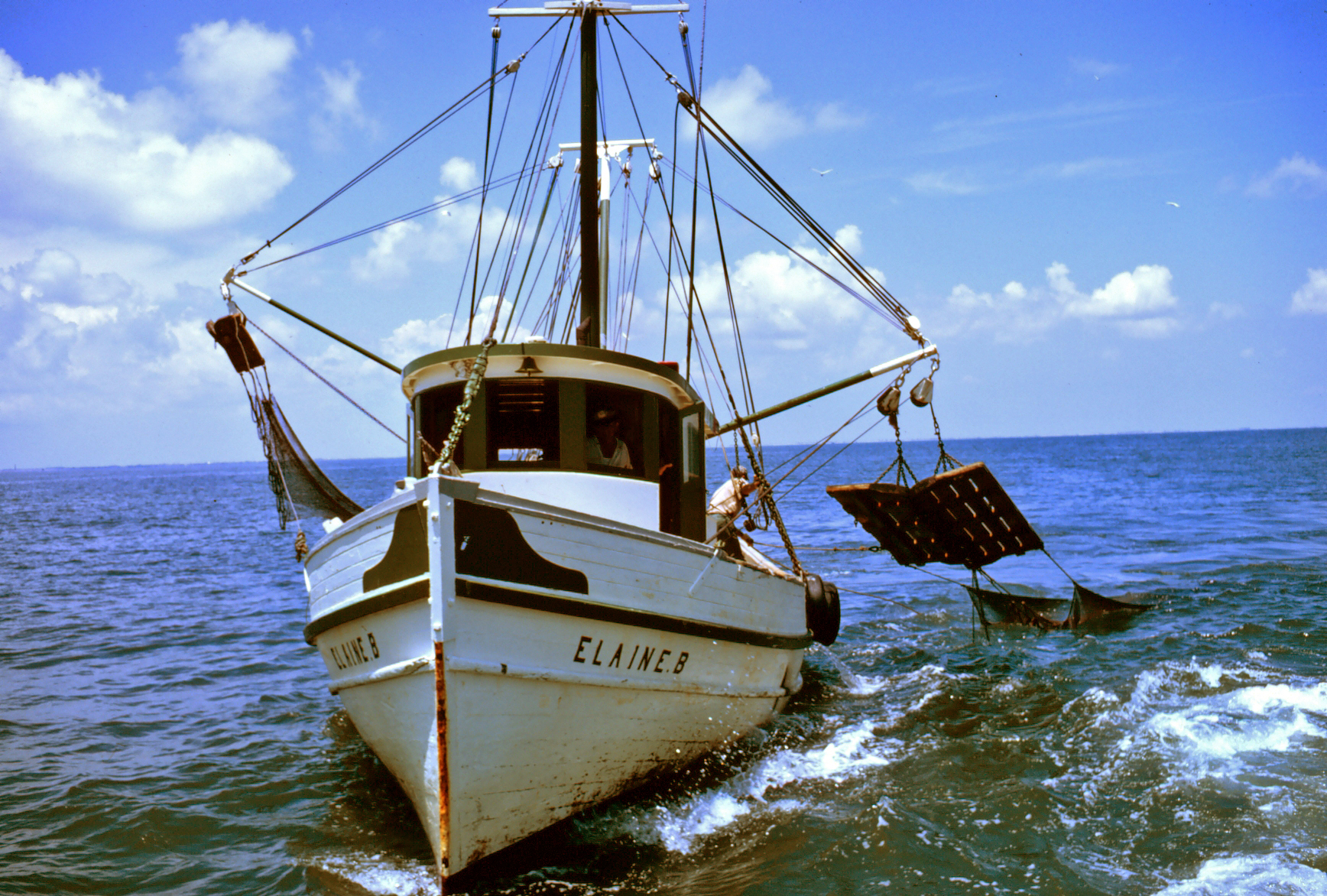
سفينة صيد روبيان مزدوجة التجهيزات أثناء سحبهم لشباك الصيد

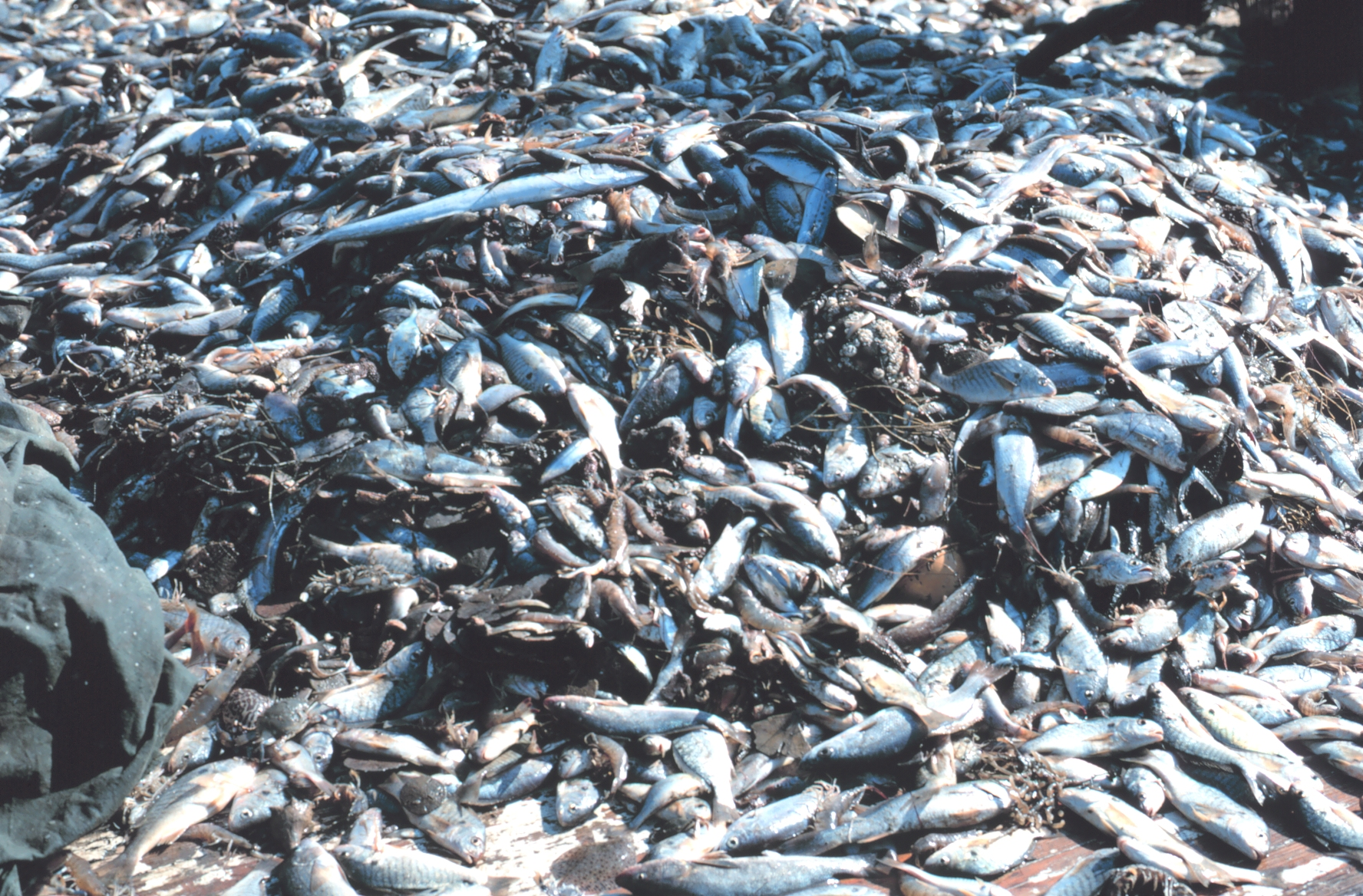
الروبيان، وصيدها العرضي

ترتبط أعلى معدلات الصيد العرضي للفصائل غير المستهدفة بصيد الروبيان الاستوائي بشباك الجر. في عام 1997، قامت منظمة الأغذية والزراعة في الأمم المتحدة (FAO) بتوثيق المستويات التقديرية للصيد العرضي والصيد المرتجع من مصايد الروبيان حول العالم. ولقد وجدت المنظمة أن معدلات الصيد المرتجع (معدلات الصيد العرضي بالنسبة للصيد المتعمد) عالية وتصل إلى 20:1 والمعدل العالمي يبلغ 5.7:1.

## وصلات خارجية
- Mitigating Adverse Ecological impacts of open oceanfisheries - European project MADE (film 28 min)
- WWF Smart Fishing Global Initiative
- Bycatch - Smithsonian Ocean Portal
- Bycatch Mitigation Information System - references, descriptions, regulations, links
- Lenfest Ocean Program publication on regional governance of bycatch in tuna fisheries
- Project GLOBAL: Global Bycatch Assessment of Long-Lived Species project نسخة محفوظة 23 سبتمبر 2010 على موقع واي باك مشين.
- Oceana facts about bycatch/dirty fishing
- FAO document on bycatch and discard
- Greenpeace facts about bycatch
- Alaska Marine Conservation Council
- Johnson, Douglas H; Shaffer, Terry L and Gould, Patrick J (1990)Incidental Catch of Marine Birds in the North Pacific High Seas Driftnet Fisheries U.S. Geological Survey.
- Valdemarsen, John W Incidental catch of seabirds in longline fisheries نسخة محفوظة 18 يوليو 2007 على موقع واي باك مشين. UN Atlas of the Oceans: Fishery Technology Service.